# Carl-Erik Olsson
Carl-Erik Birger Olsson, född 18 april 1902 i Göteborg, död 4 november 2001 i Fässbergs församling, Västra Götalands län, var en svensk ingenjör.
Efter studentexamen 1921 utexaminerades Olsson från Chalmers tekniska institut 1924. Han var anställd vid Elektriska Motorfabriken Morén i Partille 1925–1926, Göteborgs stads elverk 1926–1927, Köpenhamns elverk 1927, Dresdens elverk 1927–1928, konsulterande ingenjör vid Södra Sveriges Ångpanneförenings elektriska avdelning i Malmö 1927–1934, blev chef för tekniska avdelningen vid Yngeredsfors Kraft AB i Mölndal 1934, överingenjör där 1947 och var vice verkställande direktör där från 1960. 
Olsson var speciallärare vid Chalmers tekniska högskola 1940–1944 och t.f. professor i elektrisk anläggningsteknik där 1944–1945. 
Han var styrelseledamot i Ångefallens Kraft AB, ledamot av Svenska elverksföreningens tariffkommitté I 1951–1954, II 1954–1964 och dess föreskriftkommitté 1949–1952, ordförande i dess korsnätkommitté 1955–1962, ledamot av Kungliga Ingenjörsvetenskapsakademiens studiekommission för åsk- och överspänningsforskning 1951–1964 och sekreterare i Tekniska samfundets avdelning för elektroteknik 1943–1945.
Han är gravsatt på Östra kyrkogården i Göteborg.